# Listă de guvernatori ai statului Washington, Statele Unite ale Americii

Harta statului, SUA

Pagina este o listă de guvernatori ai statului american Washington.

## Listă de guvernatori ai teritoriuluiWashington(1853 - 1889)
| #  | Nume                    | Început de mandat | Sfârșit de mandat | Partid politic |
| -- | ----------------------- | ----------------- | ----------------- | -------------- |
| 1  | Isaac Stevens           | 1853              | 1857              | Democrat       |
| 2  | LaFayette McMullen      | 1857              | 1859              | Democrat       |
| 3  | Richard Gholson         | 1859              | 1861              | Democrat       |
| 4  | William H. Wallace      | 1861              | 1861              | Republican     |
| 5  | William Pickering       | 1862              | 1866              | Republican     |
| 6  | George E. Cole          | 1866              | 1867              | Democrat       |
| 7  | Marshall F. Moore       | 1867              | 1869              | Republican     |
| 8  | Alvan Flanders          | 1869              | 1870              | Republican     |
| 9  | Edward S. Salomon       | 1870              | 1872              | Republican     |
| 10 | Elisha Peyre Ferry      | 1872              | 1880              | Republican     |
| 11 | William Augustus Newell | 1880              | 1884              | Republican     |
| 12 | Watson Carvosso Squire  | 1884              | 1887              | Republican     |
| 13 | Eugene Semple           | 1887              | 1889              | Democrat       |
| 14 | Miles Conway Moore      | 1889              | 1889              | Republican     |

## Listă de guvernatori ai statului americanWashingtondupă 1889
| #  | Nume               | Început de mandat | Sfârșit de mandat | Partid politic      |
| -- | ------------------ | ----------------- | ----------------- | ------------------- |
| 1  | Elisha Ferry       | 1889              | 1893              | Republican          |
| 2  | John McGraw        | 1893              | 1897              | Republican          |
| 3  | John Rankin Rogers | 1897              | 1901              | Democrat și Popular |
| 4  | Henry McBride      | 1901              | 1905              | Republican          |
| 5  | Albert Mead        | 1905              | 1909              | Republican          |
| 6  | Samuel Cosgrove    | 1909              | 1909              | Republican          |
| 7  | Marion Hay         | 1909              | 1913              | Republican          |
| 8  | Ernest Lister      | 1913              | 1919              | Democrat            |
| 9  | Louis Hart         | 1919              | 1925              | Republican          |
| 10 | Roland Hartley     | 1925              | 1933              | Republican          |
| 11 | Clarence Martin    | 1933              | 1941              | Democrat            |
| 12 | Arthur Langlie     | 1941              | 1945              | Republican          |
| 13 | Monrad Wallgren    | 1945              | 1949              | Democrat            |
| 14 | Arthur Langlie     | 1949              | 1957              | Republican          |
| 15 | Albert Rosellini   | 1957              | 1965              | Democrat            |
| 16 | Daniel J. Evans    | 1965              | 1977              | Republican          |
| 17 | Dixie Lee Ray      | 1977              | 1981              | Democrat            |
| 18 | John Spellman      | 1981              | 1985              | Republican          |
| 19 | Booth Gardner      | 1985              | 1993              | Democrat            |
| 20 | Mike Lowry         | 1993              | 1997              | Democrat            |
| 21 | Gary Locke         | 1997              | 2005              | Democrat            |
| 22 | Christine Gregoire | 2005              | -                 | Democrat            |